# Raphaël Confiant
Raphaël Confiant (Lorrain, Martinica, 1951) é um escritor francês.
Completou seus estudos superiores na Universidade de Aix-en-Provence. Militando pela causa crioula desde os anos 1970, participa com Jean Bernabé e Patrick Chamoiseau da criação do Movimento da Crioulidade.
Escritor reconhecido por escrever tanto em crioulo quanto em francês. Atualmente trabalha na Universidade das Antilhas e da Guiana.